# Le Lys dans la mansarde
Pour plus de détails, voir Fiche technique et Distribution.
Le Lys dans la mansarde est un film muet français réalisé par René Leprince et Georges Monca, sorti en 1912.

## Fiche technique
- Titre : Le Lys dans la mansarde
- Réalisation : René Leprince, Georges Monca
- Scénario : Daniel Riche
- Photographie :
- Montage :
- Société de production : Société cinématographique des auteurs et gens de lettres (S.C.A.G.L)
- Société de distribution : Pathé Frères
- Pays de production :  France
- Langue : film muet avec les intertitres en français
- Métrage : 290 mètres
- Format : Noir et blanc — 35 mm — 1,33:1 — Muet
- Genre : comédie
- Durée : 10 minutes
- Numéro de catalogue Pathé : 5064
- Dates de sortie : 
  - France : 31 mai 1912

## Distribution
- Jane Faber : Lison
- Juliette Clarens : Jenny
- Jacques Grétillat : l'ouvrier menuisier Aubry
- Fernand Tauffenberger : Guy
- Paul Landrin : Gontran